# Trnovče (Velika Plana)
Pour les articles homonymes, voir Trnovče.
Trnovče (en serbe cyrillique : Трновче) est un village de Serbie situé dans la municipalité de Velika Plana, district de Podunavlje. Au recensement de 2011, il comptait 856 habitants.

## Démographie

### Évolution historique de la population
| 1948  | 1953  | 1961  | 1971  | 1981  | 1991  | 2002  | 2011 |
| ----- | ----- | ----- | ----- | ----- | ----- | ----- | ---- |
| 1 565 | 1 608 | 1 546 | 1 425 | 1 318 | 1 272 | 1 060 | 856  |

|  |